# Hamrångefjärdens IK
Hamrångefjärdens IK, förkortas HIK, är en bandy- och padelförening i Hamrångefjärden, Gävleborgs län, som bildades 1928.

## Om föreningen
Föreningen grundades 1928 och har sedan dess haft verksamhet inom bland annat bandy, cykling, fotboll, padel och skridskoåkning. Sedan säsongen 2013-2014 har föreningen inte längre något A-lag i bandy, men motionärsverksamheten för såväl ungdomar som seniorer finns kvar. Detta eftersom de milda vintrar som bitvis präglat 2000-talet och 2010-talet försvårat verksamheten då föreningens bandybana saknar kylaggregat och föreningen vid tiden hade ekonomiska svårigheter. A-laget spelade i Division 2. När bandyverksamheten var den största delen av föreningens verksamhet var de anslutna till Svenska Bandyförbundet.
Föreningen ändrade 2021 huvudinriktningen för sin verksamhet från bandy till padel, och anlade i samband med det två padelbanor. I och med det lämnade föreningen bandyförbundet till förmån för Svenska Padelförbundet. Motionärsverksamheten inom bandy har dock föreningen kvar även efter det.
Föreningen har även ett 2,3 km långt elljusspår där det, när väderleken tillåter, om vintern även är möjligt att åka längdskidor.

### Framstående bandyspelare
Följande framstående bandyspelare har spelat i Hamrångefjärdens IK:
- Torvald Åkerlöf
- Joel Wigren